# NV (motorfiets)

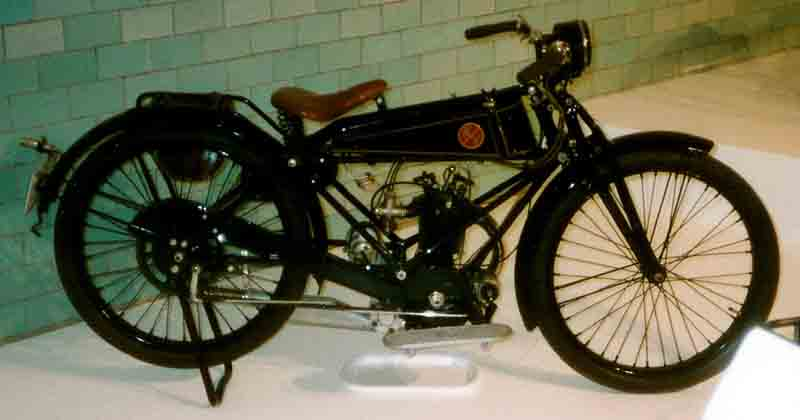
NV Eiber 255 cc uit 1927

NV is een historisch merk van motorfietsen.
NV: Nymans Verkstäder, Nymanbolagen A.B, Uppsala. 
Zweeds merk dat vanaf 1926 motorfietsen bouwde. De eerste hadden eigen 246 cc eencilinder kopklepmotoren, later kwamen er ook 123 cc tweetakten.
Vanaf 1932 concentreerde men zich op 98 cc bromfietsen, maar kort voor de Tweede Wereldoorlog waren er ook weer 250 cc-modellen met blokken van Royal Enfield, DKW, Sachs en het Zweedse merk JB. 
In de oorlog bouwde NV de 996 cc V-twins voor het Zweedse leger. In 1955 produceerde men 125-, 150- en 250 cc-modellen met eigen motorblokken maar ook tweetakten van Sachs en DKW, een 50 cc scooter met Sachs-blok en een 38 cc bromfiets. Deze laatste modellen werden onder de naam Nyman verkocht. Tegenwoordig hoort NV tot het grote MCB-Monark-concern. 